# Hans Mayer (Literaturwissenschaftler)

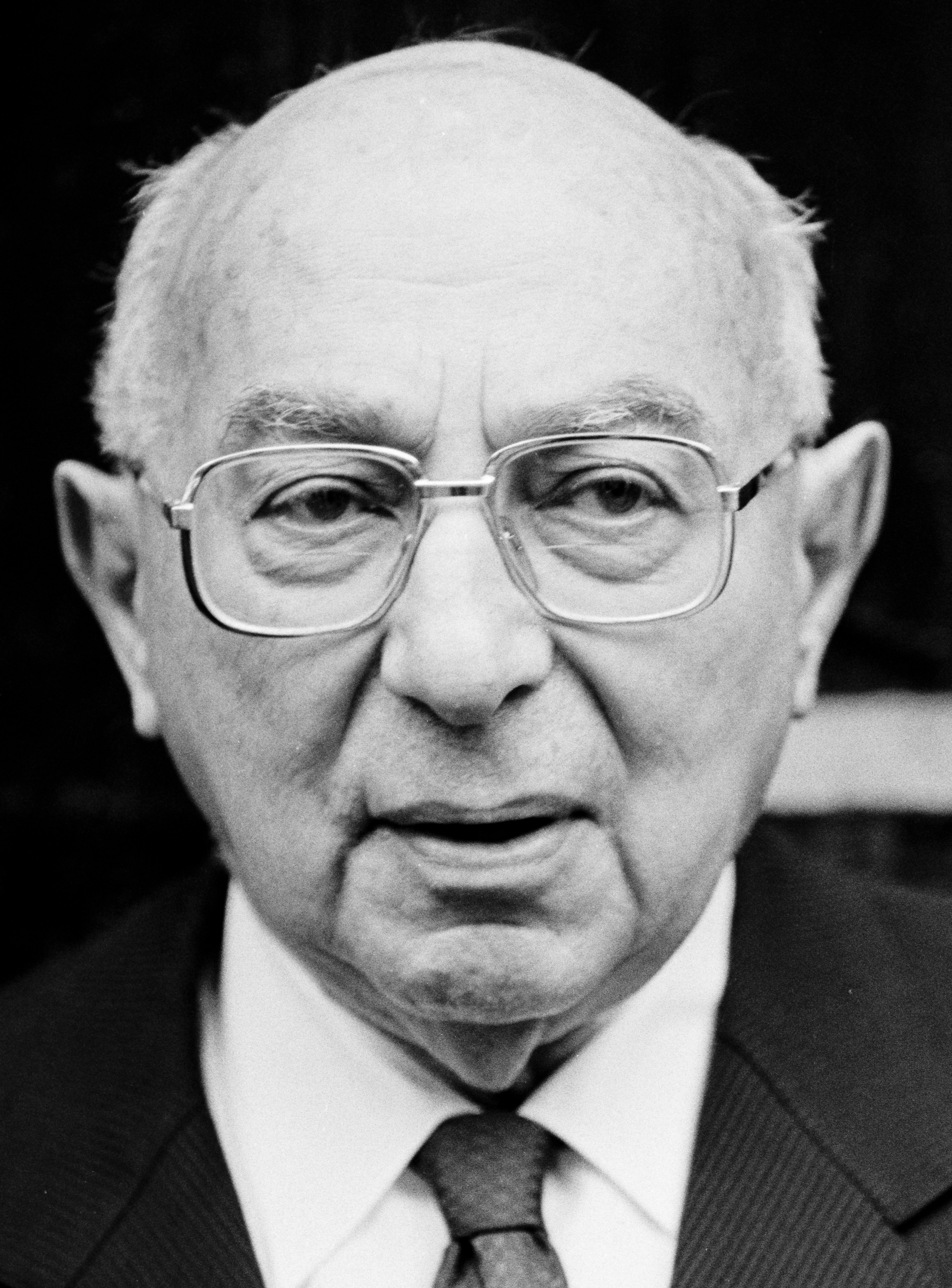
Hans Mayer 1993 in der Nikolaikirche, Leipzig

Hans Mayer (* 19. März 1907 in Köln; † 19. Mai 2001 in Tübingen; Pseudonym: Martin Seiler) war ein deutscher Literaturwissenschaftler. Auch als Kritiker, Schriftsteller und Musikwissenschaftler fand er internationale Anerkennung.

## Leben
Hans Mayer stammte aus einer großbürgerlichen jüdischen Familie, sein Vater war Kaufmann und Kunstsammler. Seine Eltern wurden im KZ Auschwitz ermordet. Er besuchte die Volksschule und das Schiller-Gymnasium am damaligen Standort in Köln-Ehrenfeld. Das Abitur legte er 1924 ab. In seiner Jugend wurde er von den frühen Schriften Karl Marx’ und von den Arbeiten Georg Lukács’ beeinflusst. Er verstand sich als Sozialist und Marxist.
Mayer studierte Rechts- und Staatswissenschaft, Geschichte und Musik in Köln, Bonn und Berlin und wurde 1930 bei Hans Kelsen in Köln mit der Dissertation Die Krisis der deutschen Staatslehre und die Staatsauffassung Rudolf Smends zum Dr. jur. promoviert. Gleichzeitig schloss er sich der SPD an und arbeitete an der Zeitschrift Der Rote Kämpfer mit. Ende 1931 gehörte er zu den Gründungsmitgliedern der SAPD, aus der er ein Jahr später wegen seiner Sympathie zur KPD-O wieder ausgeschlossen wurde. Da er Jude und Marxist war, erhielt er nach der NS-Machtübernahme im Juli 1933 ein Berufsverbot. Mayer floh im August nach Frankreich und fungierte dort kurzzeitig als Chefredakteur der Neuen Welt, der Tageszeitung der KPO-Elsass. 1934 übersiedelte er nach Genf. Hier erhielt er als Sozialforscher Arbeitsaufträge von Hans Kelsen und Max Horkheimer. 1935 verließ er die KPD-O. Carl Jacob Burckhardt beeinflusste in dieser Zeit seine literaturwissenschaftlichen Vorstellungen.
Von 1937 bis 1939 war Mayer Mitglied des von Georges Bataille, Michel Leiris und Roger Caillois 1937 gegründeten Collège de Sociologie in Paris. Dort hielt er einen Vortrag über die politischen Geheimbünde in der deutschen Romantik und zeigte auf, wie diese nationalsozialistische Symbolik vorweggenommen hatten. Andere Exilanten am Collège waren Walter Benjamin und Paul Ludwig Landsberg.
In seinen Genfer Jahren lebte Mayer seine Homosexualität zunächst offen aus, wurde aber nach einer Gesetzesverschärfung 1942 wiederholt in Strafanstalten interniert und lebte bis zur Ausreise im November 1945 in Flüchtlingslagern. Zu seinem 100. Geburtstag am 19. März 2007 widmete ihm das Schwule Museum Berlin eine Ausstellung unter dem Titel Außenseiter: Hans Mayer.
Nach dem Ende des Zweiten Weltkrieges kehrte Mayer 1945 nach Deutschland zurück. Die US-Militärregierung ernannte ihn zum Kulturredakteur der dpa-Vorgängerin Deutsche Nachrichten-Agentur DENA und später zum politischen Chefredakteur von Radio Frankfurt. 1948 ging er mit seinem Freund Stephan Hermlin in die Sowjetische Besatzungszone (SBZ). Dort sprach er 1947 auf dem Ersten Deutschen Schriftstellerkongress in Berlin. Nach seiner Rede dort moderierte ihn Friedrich Wolf mit den Worten ab:

„Ich glaube, der Beifall beweist, dass auch ein Kurzreferat mit These und Antithese eine starke Zustimmung und innere Erregung auszulösen vermag. Wir haben ganz verschiedene Möglichkeiten in der Form, wie Dr. Hans Mayer sein Referat aufgebaut und vorgestellt hat, eine geistig kristallklare Formulierung und Zuspitzung, Gestaltung des Problems zu schaffen.“

Im März 1949 hielt er die Festansprache im Deutschen Nationaltheater Weimar anlässlich Goethes 200. Geburtstags. In Leipzig nahm er eine Professur für Literaturwissenschaft an und wurde zum einflussreichen Kritiker der neueren deutschen Literatur. Anders als den meisten DDR-Bürgern war es ihm möglich, zwischen der ost- und der westdeutschen Welt zu wechseln. Im Osten wirkte er durch seine Vorlesungen und Gesprächskreise, in Westdeutschland wurde er zu einem gern gesehenen Gast bei den Tagungen der Gruppe 47. Mayer stand in dieser Zeit auch mit Bertolt Brecht in Kontakt.

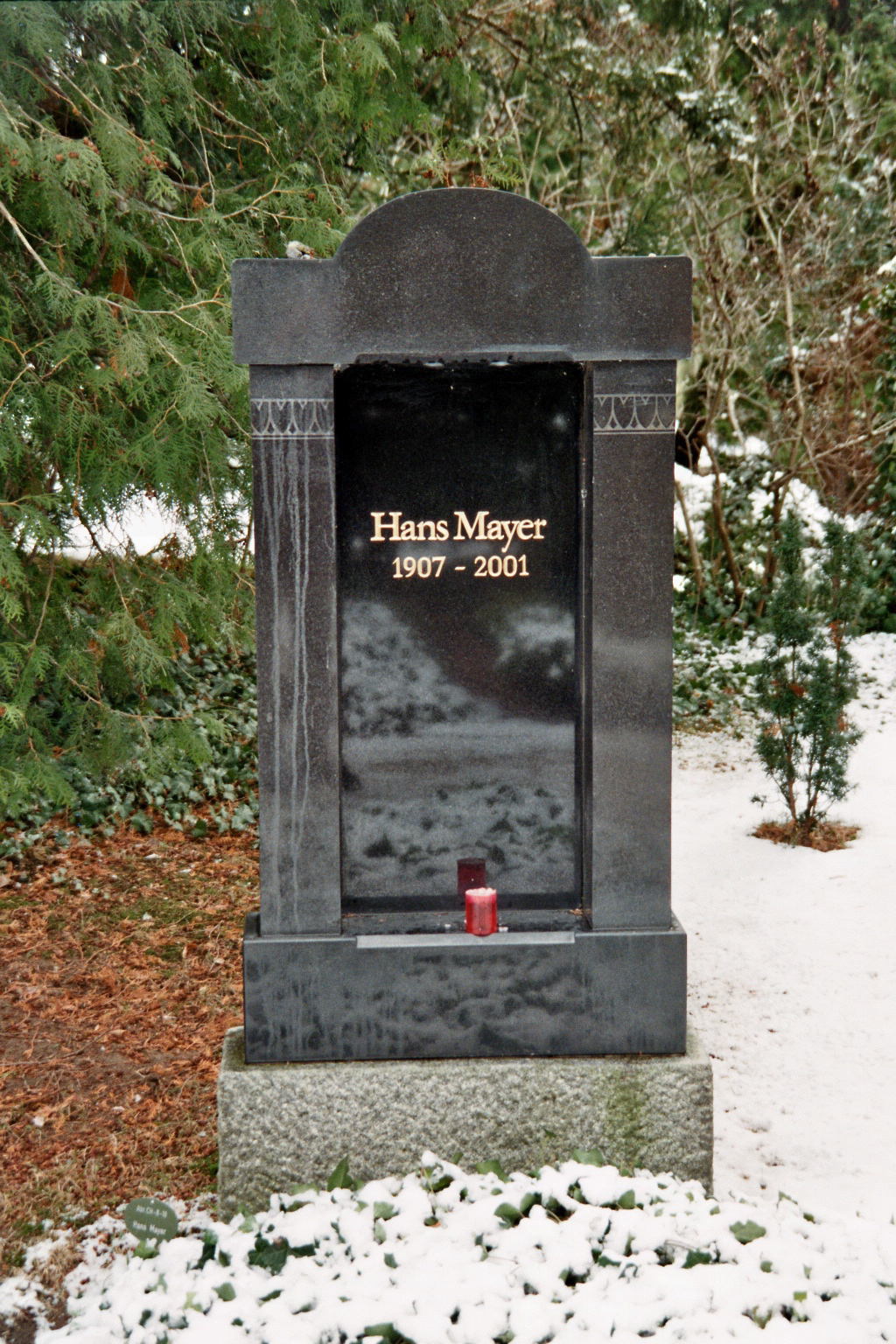
Grab von Hans Mayer auf dem Dorotheenstädtischen Friedhof in Berlin

Ab 1956 war sein Verhältnis zu den Machthabern der DDR von immer stärker werdenden Reibereien geprägt. 1963 kehrte Mayer nach einem Verlagsbesuch in Tübingen nicht in die DDR zurück. Zwischen 1964 und 1967 moderierte er zusammen mit dem Literaturkritiker Marcel Reich-Ranicki die Rundfunk- und auch Fernsehsendung Das literarische Kaffeehaus. 1965 wurde er auf einen neu eingerichteten Lehrstuhl für deutsche Literatur an der Technischen Hochschule Hannover berufen. Diesen hatte er bis zu seiner Emeritierung 1973 inne. Mayer ließ sich aus Protest vorzeitig emeritieren, da das niedersächsische Kultusministerium sich gegen seinen von Fakultät und Senat unterstützten Vorschlag entschied, Fritz J. Raddatz als Professor für neuere und neueste Literatur zu berufen. Danach lebte Mayer als Honorarprofessor in Tübingen. Im Alter verließen ihn seine Sehkräfte. Da es ihm noch möglich war, seine Texte zu diktieren, konnte er dennoch noch lange publizistisch tätig bleiben.
Hans Mayer starb zwei Monate nach seinem 94. Geburtstag in Tübingen, nachdem er sich mit dem Satz „Es ist genug“ selbst verordnet hatte, zu leben aufzuhören, indem er keine Nahrung und keine Flüssigkeit mehr zu sich nahm – so sein Schüler Fritz J. Raddatz. Sein Grab befindet sich auf dem Dorotheenstädtischen Friedhof in Berlin.

## Werk
Das Werk Hans Mayers umfasst mehr als vierzig Bände. Mayer befasste sich in seinen Untersuchungen zur Literaturgeschichte u. a. mit Georg Büchner, Thomas Mann, Bertolt Brecht, Montaigne, Robert Musil, James Joyce, Uwe Johnson, Günter Grass und Hans Henny Jahnn.
1935 begann er im Exil mit den Vorarbeiten für sein großes Werk über Georg Büchner. Diese Arbeit wurde später von der Universität Leipzig als Habilitationsschrift anerkannt. 1962 brachte er die Aufsatzsammlung Zur deutschen Literatur der Zeit heraus. 1986 ließ er diesem Band das Buch Das unglückliche Bewusstsein – Zur deutschen Literaturgeschichte von Lessing bis Heine folgen. Unter dem Titel Ein Deutscher auf Widerruf veröffentlichte er 1982 seine zwei Bände umfassenden Memoiren.
Die 1975 erschienene Untersuchung Außenseiter wird von manchen als sein Hauptwerk betrachtet. In diesem Band beschäftigt er sich mit der literarischen Darstellung dreier Gruppen, die in der Geschichte häufig diskriminiert wurden: Frauen, männliche Homosexuelle und Juden. Der Turm von Babel aus dem Jahr 1991 ist ein Nachruf auf die DDR. Als Kernsatz wird häufig gesehen: „Das schlechte Ende widerlegt nicht einen möglicherweise guten Anfang“. Die DDR war für ihn über lange Zeit hinweg der bessere der beiden deutschen Staaten gewesen. Sein letztes Buch sind die Erinnerungen an Willy Brandt von 2001.

## Rezeption und Ehrungen
Bei Würdigungen der Arbeit Mayers werden häufig diese Punkte hervorgehoben:
- Mitten in der Zeit des Stalinismus verteidigte er Autoren wie Kafka, Proust, James Joyce und Ernst Bloch.
- In seinen Vorlesungen war es ihm wichtig, Literatur immer wieder daraufhin zu untersuchen, ob sie geeignet sei, Humanität zu fördern.
- Seine besondere Aufmerksamkeit für die Unbotmäßigen und Außenseiter wird besonders herausgehoben.
- Mayer war für manche junge Autoren ein wichtiger Förderer, etwa für Uwe Johnson.

Hans Mayer ist Ehrenbürger der Stadt Leipzig, Ehrendoktor der Universitäten in Brüssel, Wisconsin und Leipzig, Ehrenprofessor der Universität Peking, Träger des Nationalpreises der DDR sowie des Großen Verdienstkreuzes mit Stern und Schulterband der Bundesrepublik Deutschland. Bei einem Empfang ehemaliger Tübinger Juden im Rathaus erhielt Professor Hans Mayer 1987 die Bürgermedaille der Stadt Tübingen. Er wurde 1965 mit dem Deutschen Kritikerpreis und 1988 mit dem Ernst-Bloch-Preis geehrt. 1990 erhielt er das Österreichische Ehrenzeichen für Wissenschaft und Kunst. Er war Mitglied der Akademie der Künste Berlin und Ehrenmitglied der Sächsischen Akademie der Künste.

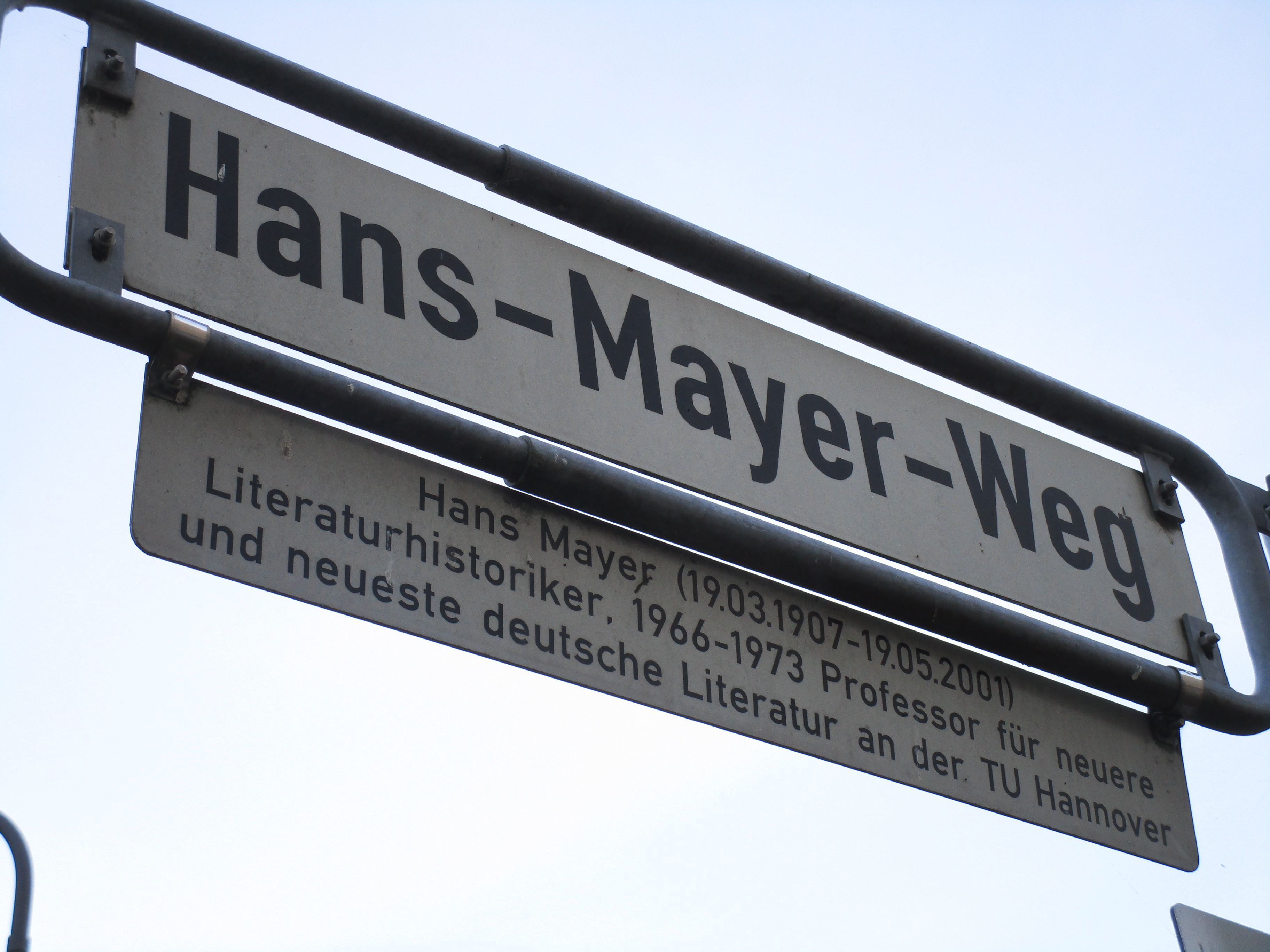
Hans-Mayer-Weg in Hannover

Am 4. Dezember 2002 wurde ihm in Hannover im Welfengarten hinter der Universität der Hans-Mayer-Weg gewidmet. In Köln wurde am 28. Mai 2009 auf Initiative von Thomas Geduhn, Bezirksvorstandsmitglied des Verbands deutscher Schriftsteller, Bezirk Köln, die Verlängerung des Alphons-Silbermann-Weges im Campus-Gelände der Universität in Köln zwischen Zülpicher und Luxemburger Straße „Hans-Mayer-Weg“ benannt.
Hans Mayer gehört nach Walter Benjamin, der ebenfalls mit ihm am Collège de Sociologie war, und neben Reinhard Baumgart zu den bedeutenden Literaturkritikern des 20. Jahrhunderts, die sich der Literatur aus einer analytischen Perspektive näherten. Anders als Benjamin, der sich gleichfalls als Literaturtheoretiker von Rang hervortat, war Mayer ein literaturhistorisch orientierter Kritiker.
Im Juni 2018 wurde die Hans-Mayer-Gesellschaft gegründet. Sie hat es sich zum Ziel gesetzt, den literarischen, kulturpolitischen und politischen Denker Hans Mayer erneut ins Bewusstsein und Denken der Gegenwart zu bringen.

## Werke (in Auswahl)
- Georg Büchner und seine Zeit. 1946.
- Karl Marx und das Elend des Geistes. Studien zur neuen deutschen Ideologie. Westkulturverlag Anton Hain, Meisenheim 1948.
- Welt und Wirkung Henri Bergsons. In Literatur der Übergangszeit. Volk und Welt, Berlin W 8 1949, S. 98–116.
- Richard Wagner. 1959.
- Von Lessing bis Thomas Mann. Wandlungen der bürgerlichen Literatur in Deutschland. 1959.
- Zur deutschen Literatur der Zeit. 1967.
- Das Geschehen und das Schweigen. Aspekte der Literatur. Suhrkamp Verlag, Frankfurt am Main 1969.
- Der Repräsentant und der Märtyrer. Konstellationen der Literatur. Suhrkamp Verlag, Frankfurt am Main 1971.
- Außenseiter. 1. Auflage. Suhrkamp, Frankfurt (am Main) 1975, ISBN 3-518-03624-6, mehrere spätere Auflagen.
- Ein Deutscher auf Widerruf. Erinnerungen. 2 Bände. Suhrkamp, Frankfurt/Main 1982/84.
- Widersprüche einer europäischen Literatur. Rimbaud Presse, Aachen 1984, ISBN 3-89086-997-1.[12]
- Das unglückliche Bewusstsein – Zur deutschen Literaturgeschichte von Lessing bis Heine. 1986.
- Der Turm von Babel. 1991.
- Versuch über Hans Henny Jahnn. 1984, 1994.
- Abermals: „Deutschland und die Deutschen.“ 1991. In: Thomas Mann: Deutschland und die Deutschen (= EVA-Reden. Band 1). 1945. Europäische Verlagsanstalt, Hamburg 1992, ISBN 3-434-50101-0, S. 41–66.
- Wendezeiten – Über Deutsche und Deutschland. Suhrkamp, 1993.
- Der Widerruf. Über Deutsche und Juden. 1994.
- Brecht. Suhrkamp, 1996.
- Zeitgenossen. Erinnerung und Deutung. Suhrkamp, Frankfurt am Main 1998, ISBN 3-518-40963-8.
- Gelebte Musik. Erinnerungen. Suhrkamp, Frankfurt am Main 1999, ISBN 3-518-41040-7.
- Erinnerungen an Willy Brandt. Suhrkamp, Frankfurt am Main 2001, ISBN 3-518-41222-1.
- Briefe 1948–1963. Hrsg. und kommentiert von Mark Lehmstedt. Lehmstedt, Leipzig 2006, ISBN 3-937146-25-3.

Zwischen 1954 und 1976 gab Hans Mayer Werke der älteren und neueren deutschen Literaturkritik heraus. Als einheitliche Ausgabe erschienen diese unter dem Titel:
- Deutsche Literaturkritik. Verlag Henry Goverts, Stuttgart und Frankfurt 1962–76, DNB 550855793.
  - Band I: Meisterwerke deutscher Literaturkritik. Aufklärung, Klassik, Romantik.
  - Band II: Deutsche Literaturkritik im 19. Jahrhundert. Von Heine bis Mehring.
  - Band III:  Deutsche Literaturkritik im zwanzigsten Jahrhundert. Kaiserreich, Erster Weltkrieg und erste Nachkriegszeit (1889–1933).
  - Band IV, 1 und 2: Deutsche Literaturkritik der Gegenwart. Vorkrieg, Zweiter Weltkrieg und zweite Nachkriegszeit (1933–1968).